# Boghé (departement)
Bogué Department är ett departement i Mauretanien.   Det ligger i regionen Brakna, i den sydvästra delen av landet, 220 km sydost om huvudstaden Nouakchott.